# AMELY
Az amelogenin Y-izoformája (AMELY) az AMELY gén által kódolt fehérje. Az AMELY az Y-kromoszóma génje, és az amelogenin formáját kódolja. Ez az extracelluláris mátrixban lévő fehérje, mely a fogzománc kialakulásakor játszik szerepet a biomineralizációban.
Nem ismert AMELY-mutáció, és az Y-kromoszóma fogzománcképző szerepe még ismeretlen, azonban feltehetően befolyásolhatja a fogméretet.

## Klinikai jelentősége
Az X-kromoszómán lévő hasonló AMELX gén mutációja X-kapcsolt amelogenesis imperfectát okoz. Mivel az AMELY génről mintegy tizedannyi fehérje íródik át, mint az AMELX-ről, a vad típusú AMELY nem tudja kompenzálni a mutáns AMELX-t. Azonban előfordulhat az AMELY mutációja vagy hiánya egészséges férfiakban.
Az AMELY polimeráz-láncreakcióval különíthető el az AMELX-től a sokszorosított termékek eltérő hossza miatt.

## Alkalmazása
Használható bűnügyi DNS-vizsgálatban a nem meghatározására. Azonban az AMELY eltérő mennyiségben való jelenléte a kromoszómákban téves következtetéseket okozhat az ivari kromoszómák mennyiségét tekintve.
Lehetővé teszi interszticiális delécióval rendelkező férfiak kimutatását.

## Fordítás
Ez a szócikk részben vagy egészben  az   AMELY című angol Wikipédia-szócikk ezen változatának fordításán alapul.  Az eredeti cikk szerkesztőit annak laptörténete sorolja fel. Ez a jelzés csupán a megfogalmazás eredetét és a szerzői jogokat jelzi, nem szolgál a cikkben szereplő információk forrásmegjelöléseként.